# Aemilia melanchra
Aemilia melanchra är en fjärilsart som beskrevs av William Schaus 1905. Aemilia melanchra ingår i släktet Aemilia och familjen björnspinnare. Inga underarter finns listade i Catalogue of Life.